# Anelletti al forno

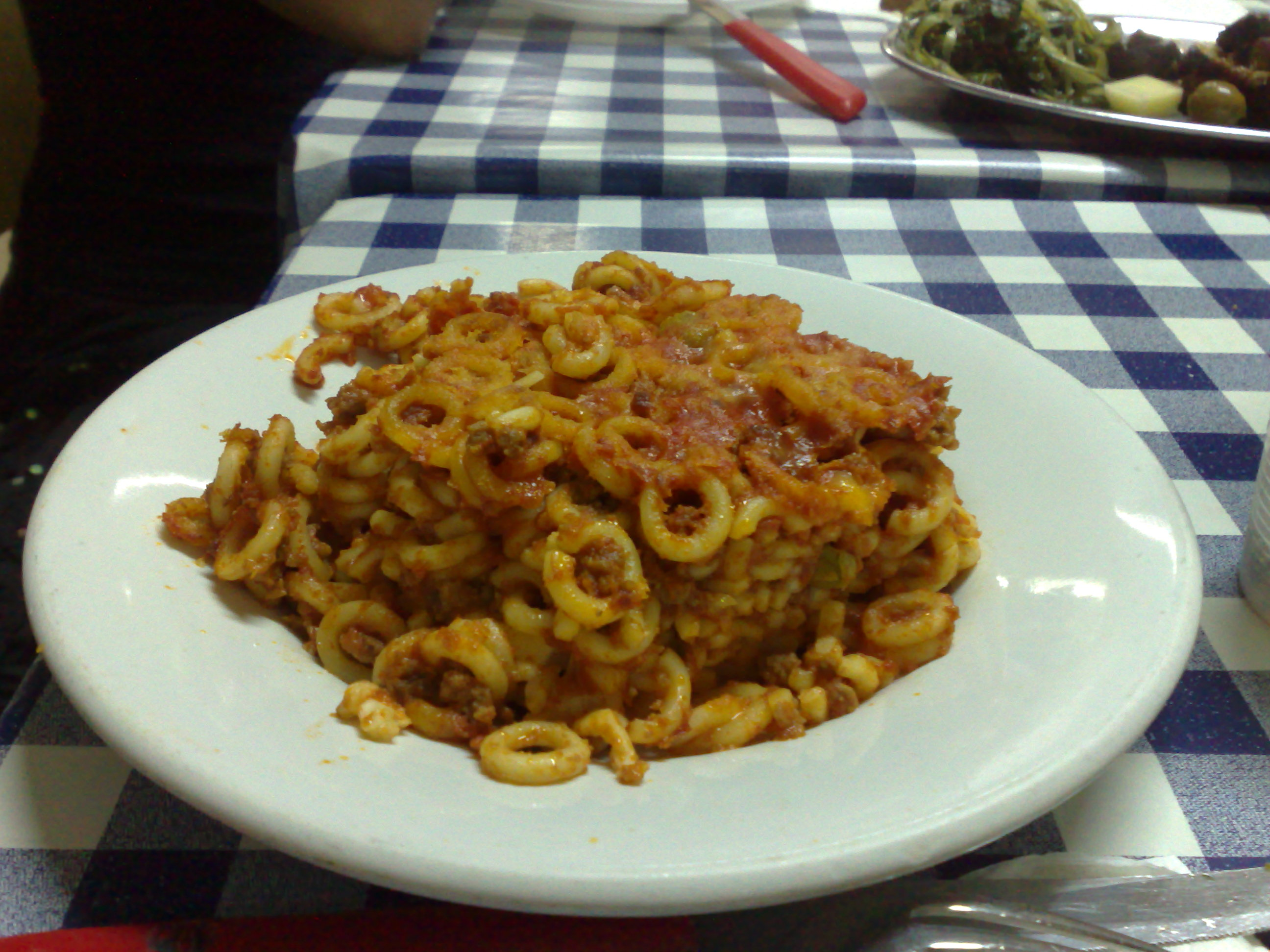
Anelletti al forno.

Los anelletti al forno (‘anillitos al horno’) son un tipo de pasta al horno muy difundido en Palermo (Sicilia), que puede encontrarse en restaurantes, tavole calde, friggitorie y bares. Los anelletti son pastas en forma de anillo, de grosor parecido a los bucatini. Hay muchas variaciones de esta receta, como la que incluye huevo duro en relleno. En algunas cocinas también se pueden encontrar porciones individuales, los timbaletti, que se preparan en recipientes de metal con forma de un cono truncado.